# Huppenbroich
Huppenbroich ist ein Ortsteil von Simmerath in der Städteregion Aachen in Nordrhein-Westfalen.

## Geschichte
Der Ursprungsort von Huppenbroich liegt am Zufluss des Gössessief – Göselsief – Woffertssief und dem Meißenbruch. Heute befindet sich an dieser Stelle die Straße zur Huppenbroicher Flur 11. Vor mehr als 500 Jahren erstreckte sich die Ortslage noch weiter nach Nordwesten, also in Richtung Simmerath.
1214 ehelichte Herzog Walram IV. von Limburg, Herr von Monschau, nach seiner Verwitwung die Witwe Ermesinde II., die Erbin von Luxemburg. Unter den Gästen war auch der Ritter Evrard de Meyssemburg, der in einer Urkunde namentlich aufgeführt ist. Wegen Kriegszügen und Belästigungen hatten sich die Einwohner von Frohnrat und Mergenbür (Meisenbruch) 1334 in Eicherscheid und Huppenbroich angesiedelt. Daraus lässt sich schließen, dass das eigentliche Dorf Huppenbroich im Jahre 1334 schon bestanden hat. Urkundlich ist erwähnt, dass 1369 der Ritter und Edelherr Reinhard von Schönforst seinem zweitältesten Sohn Propst Johann von Mastricht das Montjoierländchen vermachte (wörtlich: „borch, stat, lant ind gantze heilichkeit von Monjoye mit eren allineghen zobehoeren, mit den dorperen Vroenrath und Meysenbroich, zerstört, jetzt Huppenbraich.“) In der Nähe von Huppenbroich befinden sich Reste des Lehnshof Eicherscheid auch als Meyssenburg bekannt. Um diese Zeit bestand bereits der Lehnshof Huppenbroich. Mit Urkunde vom 25. Januar 1473 wurde einem Peter von der Hardt der Hof Huppenbroich vom Herzog Gerhard von Jülich-Berg als Lehen übertragen. Nach einer Urkunde vom 26. Juni 1550 fand eine Zeugenvernehmung der ältesten Einwohner von Huppenbroich, Heynen Meyss, 83 Jahre alt und Johan Scheyr, zwischen 60 und 70 Jahre alt, statt. Es sollte der Umfang des zum Lehnshof gehörenden Zehnten ermittelt werden. Bis 1568 muss die Einwohnerzahl derart zugenommen haben, dass die landwirtschaftliche Nutzfläche nicht mehr ausreichte, um alle satt zu machen. Dies geht aus erhaltenen Dokumenten hervor. In den Jahren um 1568 wurde der Wald größtenteils ohne Erlaubnis zu Ackerland und Wiesen gemacht. Die Jülicher Behörde ließ die neu gewonnenen Ländereien zwangsweise vermessen und verpachten.

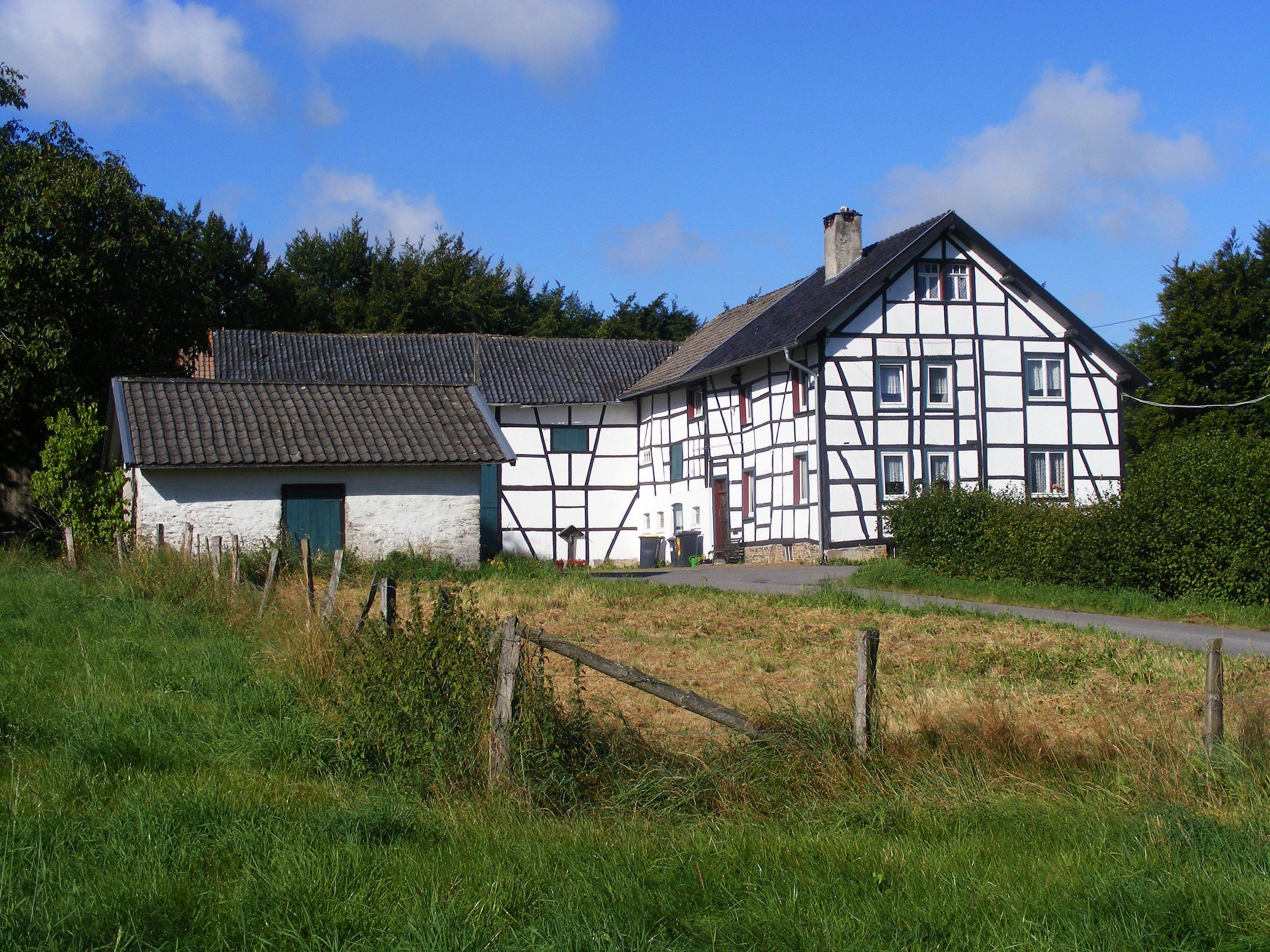
Fachwerkhof

In einer Namensliste nach der Forstmeister-Rechnung des Jahres 1647/48 sind die Einwohner der einzelnen Orte aufgeführt, die ihre Abgaben für Brand- und Zaunholz zu entrichten hatten. Unter der Rubrik „Hoppenbroch“ erscheinen 25 Namen, bei denen es sich wahrscheinlich um Haushaltsvorstände handelt. In den Jahren 1730/31 muss Huppenbroich schon aus 33 Häusern bzw. Haushalten bestanden haben. Es ist vermerkt, das von Huppenbroch 33 Haushaltsvorstände beim Wechsel der damaligen Herrschaft den Treueid geleistet haben. Im Jahr 1799 hatte Huppenbroich 228 Einwohner, die Zahl der Häuser betrug 41. Diese Aufzeichnung wurde gemacht, als das Dorf, wie das gesamte Linke Rheinufer, französisch war. Der Rhein bildete damals die Grenze. In den Jahren von 1803 bis 1820 wurde das Rheinland durch Tranchot und von Müffling kartographiert. Im Kartenblatt 106 ist auch Huppenbroich erfasst worden.
In Huppenbroich wurde 1852 die erste öffentliche, gemeindeeigene Schule errichtet. Zu dieser Zeit hatte der Ort 273 Einwohner.
Die Flächengröße der Huppenbroicher Gemarkung, der Fluren 2, 11 und 12 betrug am 10. Oktober 1936 insgesamt 486 ha. Huppenbroich hatte zu diesem Zeitpunkt 258 Einwohner. 1944/1945 wurde die Evakuierung wegen des Zweiten Weltkriegs nötig. Durch den Krieg wurden fast alle Häuser zerstört. Nur wenige waren 1945 notdürftig bewohnbar.
Bis 1960 hatte sich die Zahl der Häuser und Bewohner sich kaum verändert. Die Zeit hatte dennoch Spuren hinterlassen; flächenmäßig vergrößerte sich der Ort in den Jahren von 1945 bis 1960 enorm. In den letzten Jahrzehnten bis 2010 hingegen wuchs die Zahl der Einwohner stetig und die Anzahl der Gebäude hat sich exponentiell vervielfacht.

## Kultur und Sehenswürdigkeiten

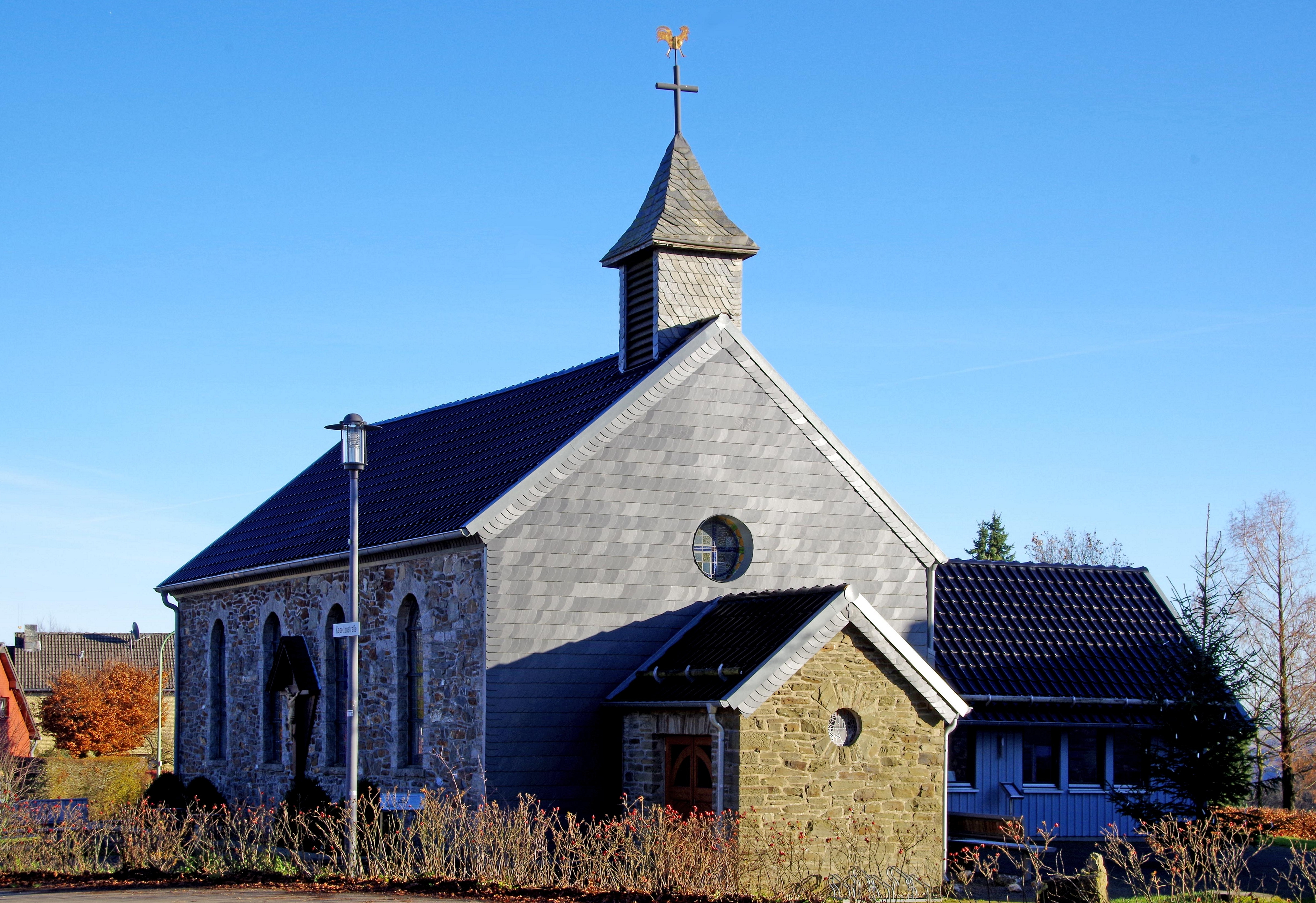
Christus-König-Kapelle, Nordwestseite

- In Huppenbroich befinden sich die Christ-König-Kapelle und ein kleiner Dorfweiher. Zudem gibt es in Ort und Umland eine Reihe von Denkmälern.
- Bodendenkmal Befestigung Meyssenburg, richtige wäre Lehnshof Eicherscheid (Begründung siehe Aartikel)
- Weitere Sehenswürdigkeit ist das SAKRALA – Eifelmuseum für christliche Volks- und Kirchenkunst

## Verkehr
Die AVV-Buslinie 83 der ASEAG verbindet Huppenbroich mit Simmerath und Einruhr. Zudem kann man den NetLiner benutzen.
| Linie              | Verlauf |
| ------------------ | --- |
| 83                 | Simmerath – (Huppenbroich –) Eicherscheid – Hammer – Dedenborn – Einruhr – Erkensruhr |
| NetLiner Simmerath | NetLiner: Fährt 30 min. nach der Buchung. Fährt an Schultagen Mo–Fr von 8–11:30 Uhr und von 15:30–19:30. In den Ferien Mo–Fr von 8–11:30 Uhr und von 12:45 bis 19:30 Uhr Bedient: Simmerath, Eicherscheid, Huppenbroich, Hammer, Dedenborn, Seifenaul, Einruhr und Erkensruhr |